# 1939年列支敦士登政變
1939年列支敦士登政變，又稱吞併政變（德語：Anschlussputsch），是由納粹德國支持、列支敦士登德意志民族運動（VDBL）發動的一次政變，計畫以此吞併列支敦士登。1939年3月24日，列支敦士登德意志民族運動黨計畫向瓦杜茲遊行以並奪取該國政府的控制權，藉此挑起衝突。一些德國軍隊進入列支敦士登，試圖將該國併入德國，但VDBL的行動被反對派挫敗，大多數參與政變的成員被捕並被驅逐，少部分成功逃脫。第二次世界大戰之後，有幾名參與者因政變期間的行為而受到指控，其中七人被定罪。

## 背景

### 列支敦士登納粹黨的成立

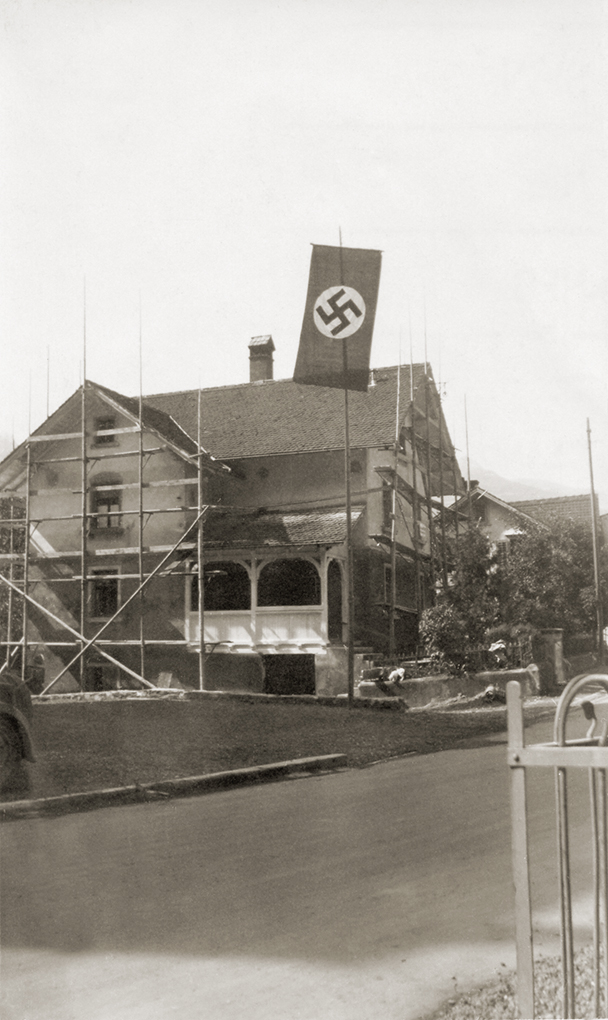
1938年，在列支敦士登首都瓦杜茲，一副納粹德國國旗懸掛在一間房屋上。

自從1933年起，由於受到納粹德國的崛起和德國反猶太主義法律的頒佈，大量猶太難民湧入了列支敦士登。難民的影響使得當時列支敦士登的納粹主義組織成立。 而1938年的德奧合併間接推動了列支敦士登的列支敦士登德國民族運動（縮寫VDBL）成立。列支敦士登德國民族運動是列支敦士登的一個政治組織，旨在將列支敦士登併入德國。 這使得右翼民粹主義和反對弗朗茨·约瑟夫二世的聲浪開始傳播。 在德奧合併不久後，黨衛隊國外德意志民族事務部跟列支敦士登德國民族運動合作，前者計劃資助後者，通過列支敦士登的民主選舉掌權，結束與列支敦士登與瑞士的關稅同盟並倒向德國，最後將該國合併入德意志國的領土。據報道，這個計劃得到了約瑟夫·戈培爾的支持，但是德國元首阿道夫·希特勒不希望使該國跟瑞士的關係變得更複雜化，因此他在1938年3月18日時最終阻止了這個計劃。
自從1933年起，由於受到納粹德國的崛起和德國反猶太主義法律的頒佈，大量猶太難民湧入了列支敦士登。難民的影響使得當時列支敦士登的納粹主義組織成立。

## 进一步阅读
- Nohlen, Dieter; Stöver, Philip. . Nomos. 2010. ISBN 978-3-8329-5609-7.
- Geiger, Peter.  2nd. Zürich: Liechtenstein Institute. 2000 （德语）.
- Geiger, Peter.  (PDF). Schaan: Liechtenstein Institute, Liechtensteinischen Akademischen Gesellschaft. 2007: 141–143 （德语）.
- Geiger, Peter.  1st. Zürich: Chronos Verlag. 2010 （德语）.